# Clause de société d'acquêts
 (juin 2011).
En droit français, la clause de société d'acquêts est une clause particulière du contrat de mariage qui permet aux époux de soumettre certains biens à une « communauté sur mesure ». Elle n'a de « société » que le nom. Non réglementée, cette clause est adjointe au régime de la séparation de biens qu'elle tempère en soumettant les biens qui la composent aux règles du régime matrimonial légal de la communauté réduite aux acquêts.

## Les risques liés à la création d'une société d’acquêts
Le régime de la séparation de biens est conseillé aux couples dont l'un des membres exerce une profession à risques (professions libérales, etc.), même si on assiste aussi depuis plusieurs années à une augmentation des séparations de biens chez les jeunes couples. Il permet de mettre à l'abri le patrimoine du conjoint contre les éventuels créanciers, mais ne le protège pas à la dissolution du régime. 
Diminuer cette rigueur par une société d'acquêts n'est pas toujours recommandé. La mise en commun de certains biens ou la volonté de protéger le survivant tout en gardant une certaine autonomie patrimoniale peut être aussi atteinte au moyen des autres régimes matrimoniaux français : en aménageant le régime légal de la communauté réduite aux acquêts ou en adoptant celui de la participation aux acquêts. 
Aujourd'hui[Quand ?], cette clause concerne essentiellement les contrats conclus avant la réforme de 1965 sur les régimes matrimoniaux[source insuffisante].

## Biens apportés à la société d'acquêts
Les époux déterminent librement dans leur contrat de mariage les biens qu'ils apportent à la société. La société d'acquêts est, en principe, étendue à tous les biens acquis en commun. Il a également été jugé que les biens acquis avant le mariage peuvent être intégrés à la société d'acquêts. Les époux peuvent également décider de limiter son objet à certains des biens acquis en commun : souvent le logement de la famille, les meubles qui le garnissent et les comptes joints des époux sont apportés à la société d'acquêts.
Attention
Si l'acte de donation comporte une clause d'interdiction d'entrée en communauté, le bien donné, qui est personnel à un des époux, ne peut pas être apporté à la société d'acquêts.

## Fonctionnement
L'ajout d'une clause de société d'acquêts introduit dans le régime de séparation des biens un semblant de communauté réduite aux acquêts. Ainsi le patrimoine des époux est réparti en 3 masses :
- Les biens propres du premier conjoint ;
- Les biens propres du second conjoint ;
- Les biens acquis au cours du mariage qui « tombent » dans la société d'acquêts. Sans la société d'acquêts, les biens acquis au cours du mariage par les deux époux seraient indivis.

Les règles du régime légal s'appliquent aux biens apportés à la société d'acquêts, en matière de pouvoirs des époux, de présomptions d'acquêts et preuves, de dettes, de liquidation et de partage et de récompenses.

## Aménagement de la société d'acquêts
Les époux sont libres d'aménager leur contrat de mariage, en apportant seulement certains biens à la société d'acquêts en raison de leur nature, comme le logement familial ou la voiture familiale) ; ou en aménageant les règles qui vont régir les biens de cette société d'acquêts comme l'absence de récompenses en cas de dissolution à la suite d'un décès par exemple.
Exemple
Le logement de la famille a été financé à hauteur de 1⁄4 par le conjoint A et 3⁄4 par le conjoint B et apporté à la société d'acquêts. Conformément aux règles du régime légal, la société d'acquêts sera liquidée par moitié entre les époux. Le conjoint B aurait donc une récompense à faire valoir envers la société d'acquêts. Mais ayant exclu toute récompense dans le contrat de mariage, et ce quelle que soit la cause de la dissolution du régime (divorce ou décès), elle ne pourra pas y prétendre.

## Avantages
La société d'acquêts permet :
- de préserver l'indépendance des époux sur leur patrimoine propre : certains biens sont placés à l'abri d'un partage ou d'une vente forcée.

De même, les biens de la société d'acquêt sont à l'abri d'une action d'un créancier hypothécaire, dès lors que cette hypothèque a été consentie par un seul des époux, sans le consentement exprès de l'autre.
- d'échapper à une demande du partage des biens avant la liquidation du régime, contrairement à l'indivision ;
- de bénéficier de certaines règles du régime légal (sauf convention contraire) et notamment des récompenses entre la société d'acquêts et les patrimoines personnels, sur le même schéma qu'entre la communauté et par exemple, Monsieur. Les époux peuvent ainsi rééquilibrer leurs patrimoines ;
- d'instaurer des avantages matrimoniaux :
  - clause de reprise des biens apportés, qui permettrait en cas de divorce à chaque époux de reprendre les biens qu'il aurait apportés ;
  - clauses d'attribution inégale de la société d'acquêts ;
  - clause de préciput, avantage matrimonial réservé aux régimes communautaires. Le conjoint survivant peut prélever certains biens mis en société d'acquêts avant tout partage et avant les héritiers. Donc les biens en société d'acquêts ne font pas forcément partie de la succession.
- de faire tomber certains biens propres dans une masse commune de biens, sans avoir à acquitter de droits de mutation à titre gratuit.

Important
Toutes ces mesures restent facultatives. La rédaction du contrat de mariage revêt une très grande importance quant à la portée de la société d'acquêts.

## Inconvénients
À défaut de vigilance, elle présente certains inconvénients :
- obligation de respecter les droits éventuels du conjoint. À défaut, celui-ci est en droit de faire annuler les actes contestés ;
- impossibilité de participer à l'enrichissement de l'époux si plus aucun bien n'existe dans la société au moment de la dissolution du régime ;
- à défaut de clauses spécifiques, ce régime protège peu le conjoint survivant.